# 함부르크 국제항공
함부르크 국제항공(영어: Hamburg International)은 독일의 전세 항공사로 1998년부터 2010년까지 존재했던 항공사로 이 항공사는 전세 항공사로 운영했으나 지속적인 경영난으로 인해 2010년에 파산했다.

## 보유 기종[1]
| 기종              | 대수 | 주문 |
| ----------------- | ---- | ---- |
| 에어버스 A319-100 | 8    | 2    |
| 에어버스 A320-200 | 0    | 4    |
| 보잉 737-700      | 1    | 0    |

## 사진

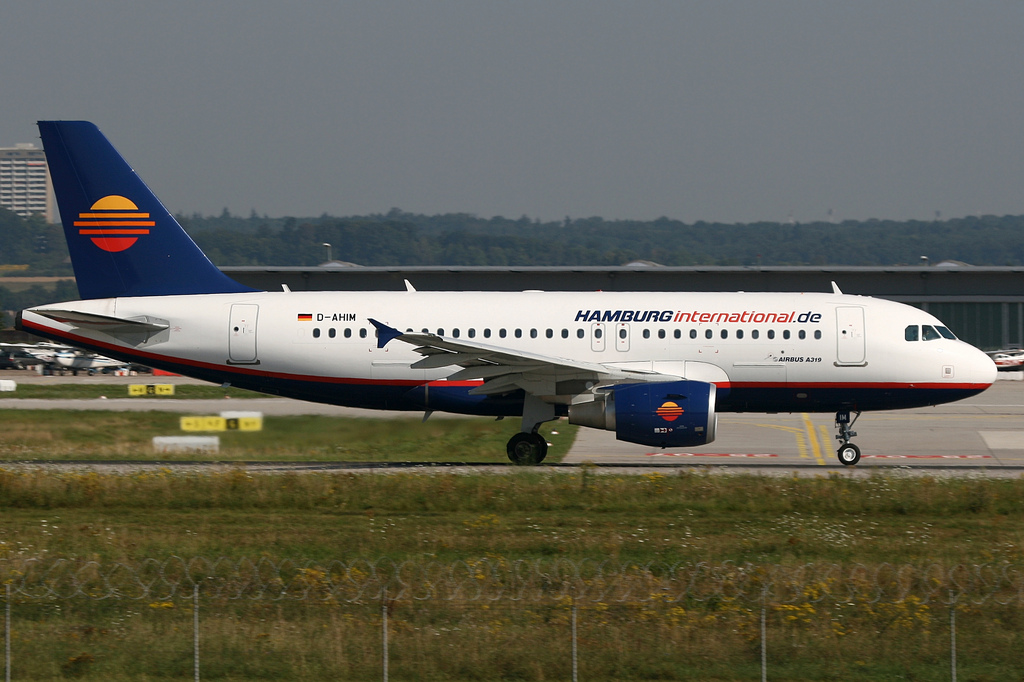
함부르크 국제항공의 에어버스 A319-100
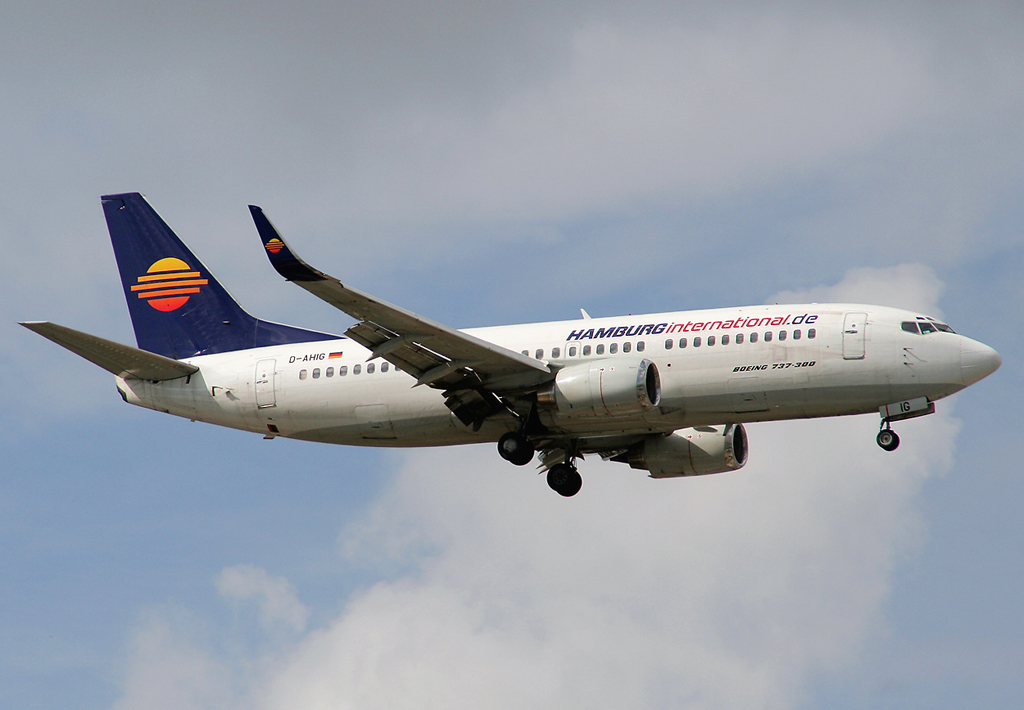
함부르크 국제항공의 보잉 737-300
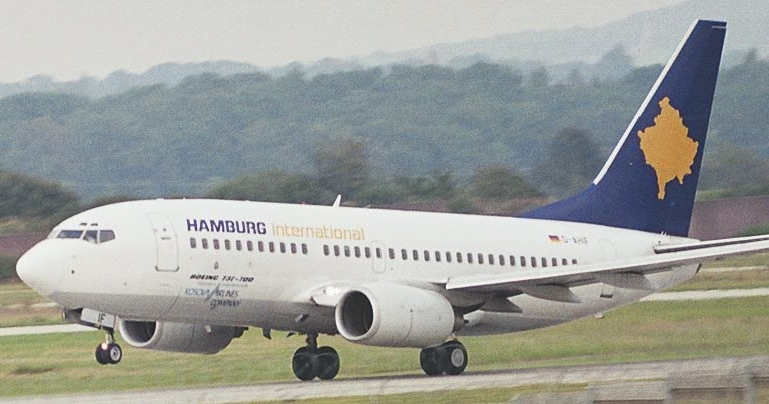
함부르크 국제항공의 보잉 737-700